# Adult Film Database
Adult Film Database (AFDb) (укр. База даних фільмів для дорослих) — вебсайт, який веде облік всіх порнографічних фільмів і порноакторів. Сайт містить фільмографії, біографії, огляди фільмів і останні новини порноіндустрії.

## Історія
База створювалася з 1991 року студентом коледжу. Через тимчасову відсутність Internet Adult Film Database було вирішено створити повну базу даних порно індустрії. 1999 року проєкт отримав свою назву Adult Film Database і зараз є головним конкурентом Internet Adult Film Database.

## Структура
Надихаючись базами Internet Adult Film Database і IMDB на сайті зібрані дані про всіх фільмах провідних студій порноіндустрії Vivid Entertainment, Hustler, Digital Playground.
У даний час керований чоловіком і дружиною Adult Film Database є першою онлайн базою порноіндустрії, де зібрані ролики та фотографії акторів. На сайті багато галерей і статей.